# ロベルト・チェロ
ロベルト・チェロ（Roberto Eugenio Cerro、1907年2月23日 - 1965年10月11日）は、アルゼンチン・ブエノスアイレス州出身のサッカー選手。アルゼンチン代表である。ポジションはFW。

## 経歴
ボカ･ジュニアーズの歴代最多得点者である。ボカ・ジュニアーズでは、すべての大会を合わせて331試合に出場して234得点を挙げた。リーグタイトルは5度、得点王は3度獲得した。1930年には1930 FIFAワールドカップに出場し、準優勝した。

## 所属クラブ
- 1924  スポルティーボ・バラカス
- 1925  フェロカリル・オエステ
- 1925-1938  ボカ・ジュニアーズ (270試合202得点)

## タイトル
- ボカ・ジュニアーズ
  - プリメーラ・ディビシオン 1926, 1930, 1931, 1934, 1935
- プリメーラ・ディビシオン得点王
  - 1926, 1928, 1930
- アルゼンチン代表
  - アムステルダム五輪 1928
  - コパ・アメリカ 1929
  - 1930 FIFAワールドカップ 準優勝 1930